# Laschenkette
Eine Laschenkette ist eine besondere Bauform der Antriebskette im Maschinenbau und in der Fahrzeugtechnik.

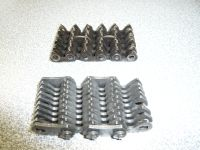
Zahnkette

Die formschlüssige Zahnkette besteht aus Querbolzen mit einigen nebeneinander angeordneten Laschen, die auf einer Seite ein Zahnprofil tragen. Die Kraft wird von den Laschen auf normale Zahnräder übertragen.

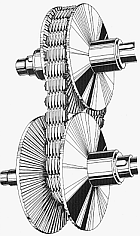
Lamellenkette mit gezahnten Keilriemenscheiben

In PIV-Getrieben (von Positive Infinitely Variable) werden Lamellenketten verwendet: die Laschen haben rechteckige Löcher, in denen seitlich verschiebbare Blechlamellen sitzen, die in radiale Nuten auf den Keilriemenscheiben eingreifen. Auf den Riemenscheiben liegen „Nuten“ und „Zähne“ jeweils gegenüber. Diese Ketten arbeiten formschlüssig, können aber bei Überlastung durchrutschen.
Reibschlüssige Laschenketten in Audis Multitronic-Getrieben haben Wiegegelenke. Die Kraft wird über die seitlichen Flächen der Gelenkbolzen auf die Flanken der Kegelräder übertragen. Die konischen Scheiben können axial verstellt werden, um die Übersetzung stufenlos zu verändern. Die einzelnen Glieder der Kette sind nicht genau gleich lang und die unterschiedlichen Längen sind zufällig angeordnet, um das Getriebegeräusch angenehmer zu machen (Rauschen statt Pfeifen).
Auch Lamellenbänder und Keilriemen werden für stufenlose Getriebe (kurz CVT-Getriebe von Continuously variable transmission) eingesetzt. CVT-Getriebe können von Hand oder automatisch verstellt werden. Die Verstellung der Drehzahl bzw. des Drehmomentes kann nicht nur im Leerlauf, sondern auch unter Last erfolgen. Die Spreizung, also das Verhältnis von größter und kleinster Übersetzung von Laschenkettengetrieben, erreicht in Automobilen etwa 7. Lamellenbänder haben in der Regel weniger Spreizung wegen des größeren Minimalradius beim Kegelrad. Eine Spreizung von lediglich etwa 3 haben die sog. Variomatic-Getriebe mit Kunststoffkeilriemen bei Motorrollern.